# کشتی‌سازی باکو
کشتی‌سازی باکو (انگلیسی: Baku Shipyard) کارخانه کشتی‌سازی در جمهوری آذربایجان است، که در سال ۲۰۱۰ تأسیس شد.
کشتی‌سازی باکو یک سرمایه‌گذاری مشترک بین شرکت دولتی نفت جمهوری آذربایجان، شرکت سرمایه‌گذاری آذربایجان و شرکت کپل کورپوریشن است. ساخت و بهره‌برداری از این کارخانه نیز حاصل تلاش مشترک این سه شرکت است.

## تاریخچه
ساخت کارخانه کشتی‌سازی باکو در مارس ۲۰۱۰ آغاز شد. این کارخانه بزرگ‌ترین کارخانه کشتی‌سازی در کشورهای حاشیه دریای خزر محسوب می‌شود. ظرفیت تولید آن ۲۵ هزار تن سازه فلزی در سال است. مساحت کل این شرکت ۶۲۰ هزار متر مربع است. ساختمان‌های نیمه‌کاره برای تأمین برق کارخانه ساخته شده‌اند. علاوه بر این، یک پل به طول ۱۶۳۰ متر، ساختمان اداری پنج طبقه، مرکز آموزش، دفاتر و انبارهای مختلف، کارگاه‌های تولید، تعمیرات، سالن غذاخوری، مرکز پزشکی و ساختمان کمپرسور ساخته شده است.
این کارخانه توسط شرکت بریتانیایی «رویال هاسکونینگ» طراحی و برای این پروژه مناقصه برگزار شد. این کارخانه با تجهیزات تولید شده در فنلاند، هلند، آلمان، جمهوری چک، بریتانیا، کره جنوبی و سنگاپور تأمین شده است.
ساخت کارخانه کشتی‌سازی باکو، در سه‌ماهه سوم سال ۲۰۱۳ به پایان رسید. سوکار، شرکت سرمایه‌گذاری آذربایجان و کپل کورپوریشن، شرکت سرمایه‌گذاری مشترک "باکو شیپیارد" را برای ساخت و بهره‌برداری از این کارخانه تأسیس کرده‌اند. طبق قراردادی که در ۱۰ دسامبر ۲۰۱۰ بین بنیانگذاران امضا شد، سوکار ۶۵٪، شرکت سرمایه‌گذاری آذربایجان ۲۵٪ و کپل ۱۰٪ سهم در سرمایه اصلی کارخانه داشتند. پس از بهره‌برداری از این کارخانه در مرحله اول، ۴ تانکر با ظرفیت ۱۵۰۰۰ تن در سال، ۴ دریانورد یا یک تانکر یدک‌کش ساخته شد. علاوه بر ساخت کشتی‌های جدید، کار تعمیر کشتی‌ها نیز در این کارخانه انجام می‌شود. با توجه به افزایش حجم حمل و نقل بار در دریای خزر، در مرحله دوم، این کارخانه توانست تانکرهایی با ظرفیت ۶۰ تا ۷۰ هزار تن در سال بسازد. ساخت این کارخانه کشتی‌سازی برای آذربایجان ۴۷۰ میلیون دلار هزینه داشته است.